# Danh sách đảng phái chính trị của Hoa Kỳ
Đây là danh sách các đảng phái chính trị ở Hoa Kỳ.
Hoa Kỳ có hai đảng chính đó là: Đảng Cộng hoà và Đảng Dân chủ.

## Hai đảng chính theo số ghế nghị viện (2020)
| Các đảng chính | Hạ viện   | Thượng viện |
| -------------- | --------- | ----------- |
| Đảng Dân chủ   | 222 / 435 | 50 / 100    |
| Đảng Cộng hoà  | 211 / 435 | 50 / 100    |
| Độc lập        | 2 / 435   | 0 / 100     |

## Các đảng khác
| Các đảng khác                                        | Ý thức hệ tương ứng                        |
| ---------------------------------------------------- | ------------------------------------------ |
| Đảng Tự do (Libertarian Party)                       | Tự do chủ nghĩa                            |
| Đảng Xanh Hoa Kỳ (Green Party USA)                   | Chủ nghĩa tiến bộ, Chính trị vì môi trường |
| Đảng Hiến Pháp (Constitution Party)                  | Chủ nghĩa bảo thủ                          |
| Đảng Cộng Sản Hoa Kỳ (United States Communist Party) | Chủ nghĩa Xã hội Chủ nghĩa cộng sản        |